# 沢田泉
沢田 泉（さわだ いずみ、12月10日 - ）は、日本の女性声優。埼玉県出身。ケンユウオフィス所属。

## 人物
以前は劇団青年劇場、オフィスSAYに所属していた。
特技はスキー。趣味はキャンプ、ツーリング、スポーツ観戦。

## 出演

### テレビアニメ
2010年
- 裏切りは僕の名前を知っている（焔椎真の母親）
- 学園黙示録 HIGHSCHOOL OF THE DEAD（おばあちゃん）
- 屍鬼（橋口やすよ、武藤静子）
- 世紀末オカルト学院（管理人）
- のだめカンタービレ フィナーレ（マダムC、マダム2）
- 迷い猫オーバーラン!（女将）

2011年
- あの日見た花の名前を僕達はまだ知らない。（おばさん）
- 異国迷路のクロワーゼ The Animation（婦人1）
- STEINS;GATE（アパートの住人）
- 花咲くいろは（旅館客B、日渡雅子）
- ベン・トー（ベテランナース）
- 魔乳秘剣帖（おばば）

2012年
- アルカナ・ファミリア -La storia della Arcana Famiglia-（マーサ）
- AKB0048（おばさんA）

2017年
- リトルウィッチアカデミア（アンナ）

### 劇場アニメ
2011年
- 手塚治虫のブッダ -赤い砂漠よ!美しく-
- 蛍火の杜へ（母）

### Webアニメ
- きみの待つ未来（ばしょ）へ（2018年、佑子）

### ゲーム
- ファミコン探偵倶楽部 消えた後継者（2021年、山本元子）

### ドラマCD
- BLOOD ALONE（サイノメの母）[3]

### 吹き替え

#### 映画
- あぁ、結婚生活
- オールド・ドッグ
- グリーン・ランタン（アマンダ・ウォラー博士〈アンジェラ・バセット〉）
- コーチ・ラドスール 無敵と呼ばれた男（ベヴ・ラドスール〈ローラ・ダーン〉）
- スカイライン -征服-
- スモーキング・ハイ
- ダウントン・アビー (映画)（エルシー・ヒューズ〈フィリス・ローガン〉[4]）
  - ダウントン・アビー/新たなる時代へ[5]
- ディープ・アイランド（ジュリア）
- デトネーター ※テレビ東京版
- トライアングル（ダイアン）
- トラフィック・オブ・メキシコ（ミッチ〈ステイシー・エドワーズ〉）
- トリプル・クロッシング（ヘレナ〈ジェニファー・エスポジート〉）
- トロン: レガシー
- ネクロフィア（アドリアーナ）
- パイレーツ・オブ・カリビアン/生命の泉（上流階級の婦人）
- ミッション: 8ミニッツ
- モンスターズ/地球外生命体
- リビング・デッド（ジェニファー）

#### ドラマ
- WITHOUT A TRACE/FBI 失踪者を追え!
- ウォーキング・デッド（ローリ・グライムズ〈サラ・ウェイン・キャリーズ〉）
- NCIS 〜ネイビー犯罪捜査班
- オレのことスキでしょ。（ソン・ジュン）
- カイルXY
- キャッスル 〜ミステリー作家は事件がお好き（ローリー・ホーン）
- 救命医ハンク セレブ診療ファイル
- ギルモア・ガールズ
- 刑事トム・ソーン2 臆病な殺人者
- ケネディ家の人びと
- コールドケース4、7
- コバート・アフェア シーズン2
- ザ・ホスピタル（ジッタ）
- CSI:ニューヨーク7
- 主任警部アラン・バンクス
- ダウントン・アビー（ヒューズ〈フィリス・ローガン〉）
- デスパレートな妻たち7
- ナース・ジャッキー
- NIKITA / ニキータ
- ハリーズ・ロー 裏通り法律事務所
- HAWAII FIVE-0
- 弁護士イーライのふしぎな日常
- MAD MEN
- ユーリカ シーズン3、4
- リゾーリ&アイルズ ヒロインたちの捜査線
- 流星剣侠伝 大人物（江曼紅）
- 私の期限は49日
- 私はラブ・リーガル2、3

#### アニメ
- インサイド・ヘッド（先生）
- しろくまのクロード（ママ）